# 和田竜二
和田 竜二（わだ りゅうじ、1977年6月23日 - ）は日本中央競馬会 (JRA) 栗東トレーニングセンター所属の騎手、YouTuber。競馬学校花の12期生のひとり。Risy所属。日本騎手クラブ副会長兼関西支部長。既婚者で1男2女の父で、長男の和田陽希も父と同様に競馬学校騎手課程（第41期）を卒業し、2025年3月よりJRAの騎手としてデビューする。

## 来歴
父・和田守は厩務員で、松永善晴厩舎でトーヨーシアトルを担当し、その後河内洋厩舎でヤマニンキングリーなどを担当した。兄・和田裕一も厩務員（坂口正大厩舎→牧田和弥厩舎所属）で、デュランダルなどを担当。甥（姉の子）に、同じくJRA騎手の和田翼(旧姓:岩崎)がいる。
1996年栗東・岩元市三厩舎所属騎手としてデビュー、3月16日エスティートップで初勝利。同年12月にステイヤーズステークスをサージュウェルズで制し、花の12期生の中では最初に重賞を制覇するなどデビュー年は33勝を挙げ、関西の新人騎手賞にあたる中央競馬関西放送記者クラブ賞を獲得している。
1999年の皐月賞をテイエムオペラオーで制しGI初制覇、翌2000年にはテイエムオペラオーとのコンビで京都記念→阪神大賞典→天皇賞（春）→宝塚記念→京都大賞典→天皇賞（秋）→ジャパンカップ→有馬記念、と重賞を8連勝して前人未到の古馬GIグランドスラムを達成するなど活躍。この時期の勝利騎手インタビューでは、大声で「シャー」などと声を発するなどのパフォーマンスで一躍有名となった。有馬記念を勝ったときにはアントニオ猪木の決め台詞である「1、2、3、ダー!!」で締めた。同馬の全レースに和田は騎乗し、引退式では「オペラオーにはたくさんの物を貰ったが、あの馬には何も返せなかった。これからは一流の騎手になって、オペラオーに認められるようになりたい」と誓った。
2012年11月4日の京都競馬場第8競走、ラディアーレで通算勝ち星800勝を達成。翌日に川崎競馬場で行われたJBCクラシックでは、ワンダーアキュートで2001年の天皇賞（春）以来11年ぶりとなるGI級競走で勝利をおさめた。
2014年12月21日、阪神第8競走でエーシンヘディングに騎乗し、史上16人目のJRA通算13000回騎乗を達成した。
2016年5月8日の京都競馬第6競走、ウェーブヒーローで中央競馬史上30人目の通算1000勝を達成。
2018年6月24日の阪神第11競走、第59回宝塚記念でミッキーロケットに騎乗し勝利。17年ぶりのJRAGI勝利をおさめ、JRAGIの連敗記録を120で止めた。
2019年、川崎記念でミツバに騎乗し勝利、同馬の初GI級勝利をエスコートした。
2022年3月26日、中山第10競走をデリカダで勝利、史上24人目、現役では11人目のJRA通算1400勝を達成した。
2023年5月、日本騎手クラブ副会長・および関西支部長に就任（それまで同職に就いていた福永祐一の騎手引退による繰り上げ）。
2023年12月3日阪神競馬場12Rの3歳上2勝クラスで、14番人気セイイーグル（騸9、栗東･宮本博厩舎）に騎乗し史上6人目（現役5人目）のJRA通算21000回騎乗を達成した。なお同レースで1着の藤岡佑介騎手が史上43人目・現役22人目のJRA通算1000勝を達成した。
2024年5月13日京都7Rをディアドコスで勝ち、史上20人目、現役8人目となるJRA通算1500勝を達成。記録に「4500勝の人がいたんで重なりたくはなかったんですけど」と同日記録達成の武豊を引き合いに出してコメントした。同年10月5日京都9Rりんどう賞の馬場入場で落馬し、右大腿骨など複数の箇所を骨折し休養を取る。
2025年2月9日にレース復帰し、22日の京都5Rで復帰後初勝利を挙げた。

## エピソード
- 競馬雑誌・週刊Gallopの騎手デジカメ日記のコーナーの担当のひとりとして、エッセイ記事を執筆していたことがある。
- コスプレが好きで、イベントで女性もののかつらを付けて登場したり、着ぐるみを着て登場したり何かと笑いを取ろうとすることが多い。とくに京都競馬場で年2回行われる「ファンと騎手との集い」での必ず何かのコスプレをした姿で登場する光景はこのイベントの風物詩となっている。
- 100勝するごとに京都府京丹後市の児童養護施設への寄付活動を続けている[25][26]。
- 2022年11月17日、引退競走馬をテーマにしたYouTubeチャンネルを開設。
- 所属事務所であるRisyのプロフィール欄においてニックネームりゅうちぇる、出身地滋賀県栗東市タイムズスクェア前派出所、趣味缶蹴り、特技駄々滑りといった記述が存在する[5]。また、UMAJOの自己紹介において、好きな漫画に「小学六年生」をあげており、レース前にしていることとして生きてますと答えている[27]。
- 2024年の有馬記念を最後に引退したディープボンドが2025年の5月4日に誘導馬としてデビューした際10Rで和田はわざわざノースヒルズの勝負服を持ち込んで会いに来た。

## おもな騎乗馬
太字はGI級競走を示す。
- サージュウェルズ（1996年ステイヤーズステークス）[28]
- テイエムトップダン（1997年毎日杯）[29]
- テイエムトッキュー（1999年カブトヤマ記念）[30]
- ポートブライアンズ（1999年福島記念）[31]
- テイエムオペラオー（1999年毎日杯、皐月賞、2000年京都記念、阪神大賞典、宝塚記念、天皇賞（秋）、ジャパンカップ、有馬記念、2000年・2001年天皇賞（春）、京都大賞典）[32]※2001年の京都大賞典は1位入線のステイゴールドが最後の直線で外側に斜行しナリタトップロードの進路を妨害し渡辺薫彦騎手を落馬させたため失格となり繰り上がりで優勝
- テイエムサウスポー（2000年京王杯3歳ステークス）[33]
- トッププロテクター（2002年北九州記念）[34]
- スターリングローズ（2002年シリウスステークス）[35]
- スナークレイアース（2002年白山大賞典）[36]
- ダンツジャッジ（2003年ダービー卿チャレンジトロフィー）[37]
- クーリンガー（2002年サラブレッドチャレンジカップ、2004年・2005年名古屋大賞典、2004年佐賀記念、2005年マーチステークス、2006年マーキュリーカップ）[38]
- ビッグプラネット（2006年京都金杯）[39]
- トリリオンカット（2006年朝日チャレンジカップ）[40]
- マルブツイースター（2007年小倉2歳ステークス）[41]
- コスモプラチナ（2009年マーメイドステークス）[42]
- ワンダーアキュート（2009年シリウスステークス、2011年東海ステークス、2012年JBCクラシック、2015年かしわ記念）[43]
- ナムラクレセント（2011年阪神大賞典）[44]
- ミッキードリーム（2011年朝日チャレンジカップ）[45]
- ゴーイングパワー（2011年兵庫ジュニアグランプリ）[46]
- マイネルエテルネル（2012年小倉2歳ステークス）[47]
- タマモベストプレイ（2013年きさらぎ賞）[48]
- ホウライアキコ（2013年小倉2歳ステークス、デイリー杯2歳ステークス）[49]
- サトノノブレス（2014年小倉記念）[50]
- サトノルパン（2015年京阪杯）[51]
- クランモンタナ（2016年小倉記念）[52]
- ミッキーロケット（2017年日経新春杯、2018年宝塚記念）[53][54]
- モズカッチャン（2017年フローラステークス）[55]
- ラビットラン（2017年ローズステークス）[56]
- オメガパフューム（2018年シリウスステークス）
- ウインムート（2018年兵庫ゴールドトロフィー、2019年さきたま杯）
- ミツバ（2019年川崎記念）
- グランドボヌール（2019年サマーチャンピオン）
- フェアリーポルカ（2020年中山牝馬ステークス、福島牝馬ステークス）
- ディープボンド（2020年京都新聞杯、2021年・2022年阪神大賞典）
- サヴィ（2020年サマーチャンピオン）
- ワンダフルタウン （2020年京都2歳ステークス、2021年青葉賞）
- シゲルピンクルビー（2021年フィリーズレビュー）
- ウインマイティー（2022年マーメイドステークス）
- ブルーサン（2024年雲取賞）[57]

## 騎乗成績
|            | 日付          | 競馬場・開催  | 競走名        | 馬名               | 頭数 | 人気 | 着順 |
| ---------- | ------------- | ------------- | ------------- | ------------------ | ---- | ---- | ---- |
| 初騎乗     | 1996年3月2日  | 1回阪神3日2R  | 4歳未勝利     | テイエムカミカゼ   | 12頭 | 6    | 7着  |
| 初勝利     | 1996年3月16日 | 1回阪神7日1R  | 4歳未勝利     | エスティートップ   | 10頭 | 6    | 1着  |
| 重賞初騎乗 | 1996年9月15日 | 5回中山4日11R | オールカマー  | サージュウェルズ   | 9頭  | 8    | 6着  |
| 重賞初勝利 | 1996年12月7日 | 6回中山3日11R | ステイヤーズS | サージュウェルズ   | 12頭 | 8    | 1着  |
| GI初騎乗   | 1996年12月8日 | 6回中山4日11R | 朝日杯FS      | ポートブライアンズ | 16頭 | 14   | 14着 |
| GI初勝利   | 1999年4月18日 | 3回中山8日11R | 皐月賞        | テイエムオペラオー | 17頭 | 5    | 1着  |

| 年度   | 1着  | 2着  | 3着  | 騎乗数 | 勝率 | 連対率 | 複勝率 | 表彰                         |
| ------ | ---- | ---- | ---- | ------ | ---- | ------ | ------ | ---------------------------- |
| 1996年 | 33   | 31   | 35   | 468    | .071 | .137   | .212   | 中央競馬関西放送記者クラブ賞 |
| 1997年 | 21   | 26   | 30   | 366    | .057 | .128   | .210   |                              |
| 1998年 | 31   | 36   | 29   | 411    | .075 | .163   | .234   | フェアプレー賞（関西）       |
| 1999年 | 36   | 30   | 38   | 417    | .086 | .158   | .249   |                              |
| 2000年 | 41   | 37   | 47   | 487    | .084 | .160   | .257   |                              |
| 2001年 | 39   | 40   | 29   | 513    | .076 | .154   | .211   |                              |
| 2002年 | 40   | 43   | 40   | 528    | .076 | .157   | .233   |                              |
| 2003年 | 32   | 40   | 40   | 569    | .056 | .127   | .197   |                              |
| 2004年 | 35   | 39   | 47   | 591    | .059 | .125   | .205   | フェアプレー賞（関西）       |
| 2005年 | 50   | 62   | 62   | 725    | .069 | .154   | .240   |                              |
| 2006年 | 68   | 62   | 60   | 843    | .081 | .154   | .225   | 小倉ターフ賞                 |
| 2007年 | 55   | 61   | 67   | 829    | .066 | .140   | .221   |                              |
| 2008年 | 44   | 82   | 59   | 787    | .056 | .160   | .235   |                              |
| 2009年 | 70   | 73   | 68   | 894    | .078 | .160   | .236   |                              |
| 2010年 | 67   | 93   | 85   | 954    | .070 | .168   | .257   |                              |
| 2011年 | 70   | 68   | 76   | 892    | .078 | .155   | .240   |                              |
| 2012年 | 80   | 88   | 81   | 960    | .083 | .175   | .259   |                              |
| 2013年 | 48   | 81   | 55   | 832    | .058 | .155   | .221   |                              |
| 2014年 | 68   | 82   | 74   | 957    | .071 | .157   | .234   |                              |
| 2015年 | 48   | 67   | 70   | 857    | .056 | .134   | .216   |                              |
| 2016年 | 69   | 90   | 83   | 968    | .071 | .164   | .250   |                              |
| 2017年 | 96   | 86   | 100  | 1021   | .094 | .178   | .276   | 優秀騎手賞                   |
| 2018年 | 71   | 87   | 65   | 837    | .085 | .189   | .266   |                              |
| 2019年 | 66   | 83   | 83   | 923    | .072 | .161   | .251   |                              |
| 2020年 | 60   | 91   | 82   | 846    | .071 | .178   | .275   |                              |
| 2021年 | 48   | 69   | 65   | 823    | .058 | .142   | .221   |                              |
| 2022年 | 49   | 77   | 95   | 891    | .055 | .141   | .248   |                              |
| 2023年 | 44   | 70   | 60   | 858    | .051 | .133   | .203   |                              |
| 2024年 | 36   | 38   | 49   | 596    | .060 | .124   | .206   |                              |
| 中央   | 1515 | 1832 | 1774 | 21643  | .070 | .155   | .237   |                              |
| 地方   | 90   | 74   | 66   | 471    | .191 | .348   | .488   |                              |

通算勝利記録
- 通算100勝 1999年7月3日阪神6R サラ4歳未勝利・マックザナイフ
- 通算200勝 2001年12月9日阪神2R サラ2歳未勝利・スイートルーム
- 通算300勝 2004年10月30日東京1R サラ2歳未勝利・サチノマウント
- 通算400勝 2006年8月19日小倉5R サラ3歳未勝利・ファイアーワークス
- 通算500勝 2008年6月7日中京10R 桶狭間特別・ボストンゴールド
- 通算600勝 2010年1月30日京都8R 4歳以上500万下・ガンダーラ
- 通算700勝 2011年7月3日京都6R サラ3歳未勝利・エーシンギガウイン
- 通算800勝 2012年11月4日京都8R サラ3歳以上500万下・ラディアーレ
- 通算900勝 2014年8月3日小倉2R サラ3歳未勝利・ニチドウリュンヌ
- 通算1000勝 2016年5月8日京都6R サラ3歳500万下・ウェーブヒーロー
- 通算1100勝 2017年7月9日中京9R 清洲特別・バリス
- 通算1200勝 2018年9月22日阪神2R サラ2歳未勝利・ディープダイバー
- 通算1300勝 2020年4月26日福島6R 3歳未勝利・バビット[61]
- 通算1400勝 2022年3月26日中山10R 伏竜ステークス・デリカダ
- 通算1500勝 2024年5月12日京都7R 4歳以上1勝クラス・ディアドコス

（出典：JRA名鑑、競馬ラボ、地方競馬情報サイト、ウマニティ）